# 孔繁琴
孔繁琴（19世纪？—1911年），字韵笙，清朝末年安徽合肥人，孔子七十四世孙。
孔繁琴开始是文童，后投效武卫军，在武备学堂毕业。光绪二十六年，跟随光绪帝和西太后西逃，充任殿后。先后担任帮办广西绍字营，管带广东巡防队。历任知县，宣统元年，调云南，充任云南蒙个防军分统。以勋劳补靖边同知，又以赈奖知府。宣统三年，辛亥革命，云南民军兵变，坚守普雄，中枪战死。